# Krystian Godfryd Deybel de Hammerau
Krystian Godfryd Deybel de Hammerau (ur. 25 maja 1725 lub 1733 w Warszawie, zm. 8 października 1798 tamże) – generał-major w armii polskiej, dowódca korpusu artylerii koronnej w powstaniu kościuszkowskim, syn architekta Jana Zygmunta Deybla.
Był spolszczonym Niemcem, luteraninem. Jego ojciec również służył w polskiej i saskiej artylerii.
W 1740 rozpoczął służbę w korpusie artylerii koronnej. Dzięki protekcji hetmana wielkiego koronnego Józefa Potockiego, wysłany na koszt króla Augusta III do Saksonii, gdzie pobierał nauki sztuki artyleryjskiej. Jako ochotnik wziął udział po stronie saskiej w wojnie siedmioletniej.
W 1790 roku uzyskał polski indygenat.
Został adiutantem gen. Eustachego Potockiego. Pułkownik, 18 maja 1794 awansowany na gen. majora, przedtem uszlachcony w r. 1786. Był już wówczas po siedemdziesiątce i do służby polowej się nie nadawał. Wykształcony, sprawny organizator, służbista i człowiek honoru. Duże doświadczenie artyleryjskie wyniósł z 54-letniej służby w armii saskiej i polskiej. Do spisku nie należał, ale wiedział o nim i nie przeszkadzał. W insurekcji warszawskiej wziął udział z własnej inicjatywy i od razu zajął się odbudową zdekompletowanego korpusu.
Pochowany na cmentarzu ewangelicko-augsburskim w Warszawie (al. 6 nr 19).